# Benjamin Heinrich Lunau
Benjamin Heinrich Lunau (* 15. November 1797 in Lübeck; † 7. November 1883 ebenda) war ein deutscher Klavierbauer, Stiefsohn des Klavierbauers Johann Diedrich Rädecker senior, Bruder des Klavierbauers Johann Diedrich Rädecker junior und Mitinhaber in der Firma Rädecker & Lunau in Lübeck.

## Leben
Benjamin Heinrich Lunau war der Sohn von Daniel Peter Lunau, Schiffer in Lübeck, und Margaratha Catharina Trieloff. Nach dem Tod des Vaters heiratete die Mutter 1807 in zweiter Ehe Johann Diedrich Rädecker, Klavierbauer in Lübeck. Benjamin Heinrich lernte in der Werkstatt seines Stiefvaters, zusammen mit seinem fünf Jahre jüngeren Halbbruder Johann Diedrich Rädecker junior. Benjamin Heinrich heiratete 1827 Wilhelmine Catharina Fehling. Im Laufe der Jahre 1820 bis 1830 wurde die Firma Rädecker & Lunau vom Vater und dessen Söhnen als Mitinhabern gegründet. 1883 starb Benjamin Heinrich im Alter von 86 Jahren.
Siehe für die vollständige Geschichte der Firma Rädecker & Lunau →  Johann Diedrich Rädecker senior